# Župna crkva sv. Marka evanđelista u Jakuševcu
Župna crkva sv. Marka evanđelista u Zagrebu katolička je crkva sagrađena 1832. godine u zagrebačkom Jakuševcu. Nalazi se na mjestu stare kapele sv. Roka i zaštićeno je kulturno dobro Republike Hrvatske.

## Povijest
Crkva svetog Marka evanđelista jedna je od prvih postbaroknih drvenih crkava izvan područja Plemenite općine turopoljske, smještena unutar turopoljskog crkvenog arhiđakonata. Crkvu karakterizira široki brod i uže, relativno dugačko svetište s trostranom apsidom, dok je sakristija prislonjena uz južni zid svetišta. Temelji i pod crkve su od cigle.
Vanjski izgled crkve definiran je tornjem, zabatom i okomito obloženim stijenkama s drvenom oplatom i uskim letvama. Ova intervencija provedena je tijekom renovacije 1856. godine, kada je unutrašnjost ožbukana. Ovaj je zahvat predstavljao prijelaz prema imitaciji zidane arhitekture koja se smatrala otmjenijom.
Crkveni svod oblikovan je u bačvastom stilu, što unutrašnjosti daje naglašeni barokni karakter. Krov je građen sa zabatom, tzv. „začelekom”, na kojem su postavljeni prozori „koruša” i potkrovlja, jedan iznad drugog. Pri dnu zabata nalazi se „podkrovek”, koji služi kao zaštita donjeg dijela pročelja od oborina.
Glavni ulaz crkve sastoji se od širokih crkvenih vrata s drvenim dovratnicima, koji imaju bazu i kapitel. Iznad ulaza je segmentni nadvoj. Ovaj stil oblikovanja pročelja, sa slobodnom zabatnom zonom, predstavlja važnu inovaciju u arhitekturi drvenih turopoljskih crkava te kasnije postaje njihova tipološka karakteristika.

## Umjetnost
Uz oltarnu sliku svetog Marka, na desnoj strani apside nalazi se barokna slika svetog Roka, restaurirana tijekom 1980-ih godina. Ispod današnje sakristije sačuvani su kameni temelji nekadašnje kapele svetog Roka, za koje se pretpostavlja da su tijekom njezine izgradnje preneseni iz starorimske Andautonije (današnje Šćitarjevo).

## Galerija
- Pogled na crkvu
- Pogled na crkvu s ulice
- Svod u bačvastom stilu
- Oltar i slika sv. Marka
- Slika djevice Marije
- Kip sv. Roka